# Sânmarta de Jos
Sânmarta de Jos (în maghiară Alsószentmárton, în croată Semartin, Martince Donje) este un sat în districtul Siklós, județul Baranya, Ungaria, având o populație de 1.181 de locuitori (2011). Romii din localitate vorbesc un dialect arhaic al limbii române, ei numindu-se în graiul lor băiași.

## Demografie
Componența etnică a satului Sânmarta de Jos
     Romi (50,26%)
     Maghiari (49,74%)
Componența confesională a satului Sânmarta de Jos
     Romano-catolici (93,14%)
     Fără religie (1,69%)
     Necunoscută (5,17%)
     Alte religii (0,25%)
Conform recensământului din 2011, satul Sânmarta de Jos avea 1.181 de locuitori. Din punct de vedere etnic, majoritatea locuitorilor (50,26%) erau romi, cu o minoritate de maghiari (Format:Formatum:49.74%).  Din punct de vedere confesional, majoritatea locuitorilor (93,14%) erau romano-catolici, cu o minoritate de persoane fără religie (1,69%). Pentru 5,17% din locuitori nu este cunoscută apartenența confesională.